# Фредерік Сімен
Фредерік Сімен (2 січня 1906 — 21 вересня 2000) — індійський хокеїст на траві.
Олімпійський чемпіон 1928 року.